# Хърватска бановина
Хърватска бановина или Хърватски банат (на хърватски: Banovina Hrvatska) е провинция бановина на Кралство Югославия, която съществува от 26 август 1939 г. до 10 април 1941 г., когато е прогласено създаването на Независимата Държава Хърватска. Столицата ѝ е Загреб като обхваща части от Босна и Херцеговина и Сърбия. Включва район от 65 456 km2 и има население от 4 024 601. Знамето ѝ е червено, бяло и синьо като съвременното хърватско знаме.